# Mhlume
Mhlume je naselje na sjeveru Esvatinija, u blizini sjeverne tromeđe Esvatini-Južnoafrička Republika-Mozambik. Najveće je naselje okruga Lubombo.
Mhlume je poznat po proizvodnji i preradi šećerne trske. Šećerana nosi naziv Mhlume (Swaziland) Sugar Company. U blizini je slično naselje Simunye.
Mhlume je 1997. imao 7.661, a po procjeni iz 2012. 6.713 stanovnika.